# Gran Premio Selección de Potrancas (La Plata)
El Gran Premio Selección de Potrancas es la carrera más importante y tradicional destinada a potrancas de 3 años que ofrece el Hipódromo de La Plata, en pista de arena, sobre un trazado de 2000 metros. Se realiza en el mes de septiembre y, como competencia culminante del proceso selectivo de hembras, consagra a la mejor potranca de La Plata.
Es una de las cuatro carreras de La Plata catalogadas en el Grupo 1 en la escala internacional.
Este clásico tiene un homónimo en el Hipódromo de Palermo, denominado oficialmente Gran Premio Selección, que generalmente se disputa un mes después y forma parte del proceso selectivo propio del Hipódromo Argentino de Palermo.

## Últimas ganadoras del Selección de Potrancas
| Año  | Ganadora            | País | Jockey               | País | Padre              | País | Madre              | País | Criador                     | Caballeriza           | Colores            |
| ---- | ------------------- | ---- | -------------------- | ---- | ------------------ | ---- | ------------------ | ---- | --------------------------- | --------------------- | ------------------ |
| 2024 | Gran Mirella        |      | Francisco Gonçalves  |      | Dabster            |      | Inca Noble         |      | Al Adiyaat                  | Tinta Roja            |                    |
| 2023 | Lagrimas Y Sonrisas |      | Adrián Giannetti     |      | Le Blues           |      | Syracuse           |      | Haras El Paraíso            | Comalal               |                    |
| 2022 | Una Arrabalera      |      | Francisco Gonçalves  |      | Cima De Triomphe   |      | Lucinda Halo       |      | Haras Renacer               | Tinta Roja            |                    |
| 2021 | Hit Emerit          |      | Juan Carlos Noriega  |      | Hit It A Bomb      |      | Emerit Celebre     |      | Haras Firmamento            | San Isidoro           | Horse racing silks |
| 2020 | Serenata Huasteca   |      | Eduardo Ortega Pavón |      | Easing Along       |      | Samedi             |      | Haras Pozo De Luna          | Haras Pozo De Luna    |                    |
| 2019 | Sankalpa            |      | Fabricio Barroso     |      | True Cause         |      | Lima de Veras      |      | Oswaldo Avilez Salas        | Tres Marías           | Horse racing silks |
| 2018 | Manuca Rosalina     |      | Eduardo Ortega Pavón |      | Manipulator        |      | Moon Minister      |      | Haras La Pasión             | El Azulgrana          | Horse racing silks |
| 2017 | Halo Holiday        |      | Francisco Gonçalves  |      | Harlan's Holiday   |      | Cuidadosa Halo     |      | Haras Firmamento            | Firmamento            | Horse racing silks |
| 2016 | Furia Azteca        |      | Juan Cruz Villagra   |      | Zensational        |      | Five O'Clock Angie |      | Haras La Pasión             | Facundito             | Horse racing silks |
| 2015 | Catch The Cocktail  |      | Eduardo Ortega Pavón |      | Catcher In The Rye |      | Cocktail Attire    |      | Haras Firmamento            | San Isidoro           | Horse racing silks |
| 2014 | Contessa Linda      |      | Mario Leyes          |      | Lizard Island      |      | Contessina         |      | Haras Abolengo              | Eseerreefe            | Horse racing silks |
| 2013 | Travelwell          |      | Mario Fernández      |      | True Cause         |      | Cipaya Girl        |      | Haras El Paraíso            | Los San Esteban       | Horse racing silks |
| 2012 | Felicidad Is Back   |      | Mario Leyes          |      | Put It Back        |      | Feluka             |      | Haras Santa María de Araras | Santa María de Araras | Horse racing silks |
| 2011 | Life For Sale       |      | Jorge Ricardo        |      | Not For Sale       |      | Doubt Fire         |      | Paulo Peixoto de Castro     | Rubio B.              | Horse racing silks |
| 2010 | Maldivas            |      | Gonzalo Hahn         |      | Pure Prize         |      | Magic Wand         |      | Haras Carampangue           | Los Retoños           | Horse racing silks |
| 2009 | Kalath Wells        |      | Edwin Talaverano     |      | Poliglote          |      | Kalath             |      | Haras Firmamento            | Firmamento            | Horse racing silks |
| 2008 | Rica Roy            |      | Jesús Medina         |      | Roy                |      | Risita             |      | Haras La Manija             | La Manija             | Horse racing silks |
| 2007 | Magic Sale          |      | Juan Doello          |      | Not For Sale       |      | Lava Gold          |      | Haras Arroyo de Luna        | Arroyo de Luna        | Horse racing silks |
| 2006 | Gualeta             |      | Gonzalo Hahn         |      | Jimwaki            |      | Great Queen        |      | Ricardo Rabotnicoff         | La Bienvenida         | Horse racing silks |
| 2005 | Smart Wells         |      | Edwin Talaverano     |      | Poliglote          |      | Soy Distinguida    |      | Haras Firmamento            | Firmamento            | Horse racing silks |
| 2004 | Santa Cándida       |      | Julio César Méndez   |      | Espaciado          |      | Saint Marisa       |      | Haras Vadarkblar            | Viejobueno            | Horse racing silks |
| 2003 | Incaparai           |      | Pedro Robles         |      | Intérprete         |      | Copla Pampa        |      | Haras El Paraíso            | Los Patrios           | Horse racing silks |
| 2002 | Luna Local          |      | Pablo Falero         |      | Equalize           |      | Luna Elegante      |      | Haras Las Dos Manos         | Ansiedad              | Horse racing silks |
| 2001 | Nova Era            |      | Lucrecia Carabajal   |      | Mutakddim          |      | Noordam            |      | Haras La Quebrada           | El Matucho            | Horse racing silks |